# Chelodina novaeguineae
Chelodina novaeguineae là một loài rùa trong họ Chelidae. Loài này được Boulenger mô tả khoa học đầu tiên năm 1888.

## Hình ảnh

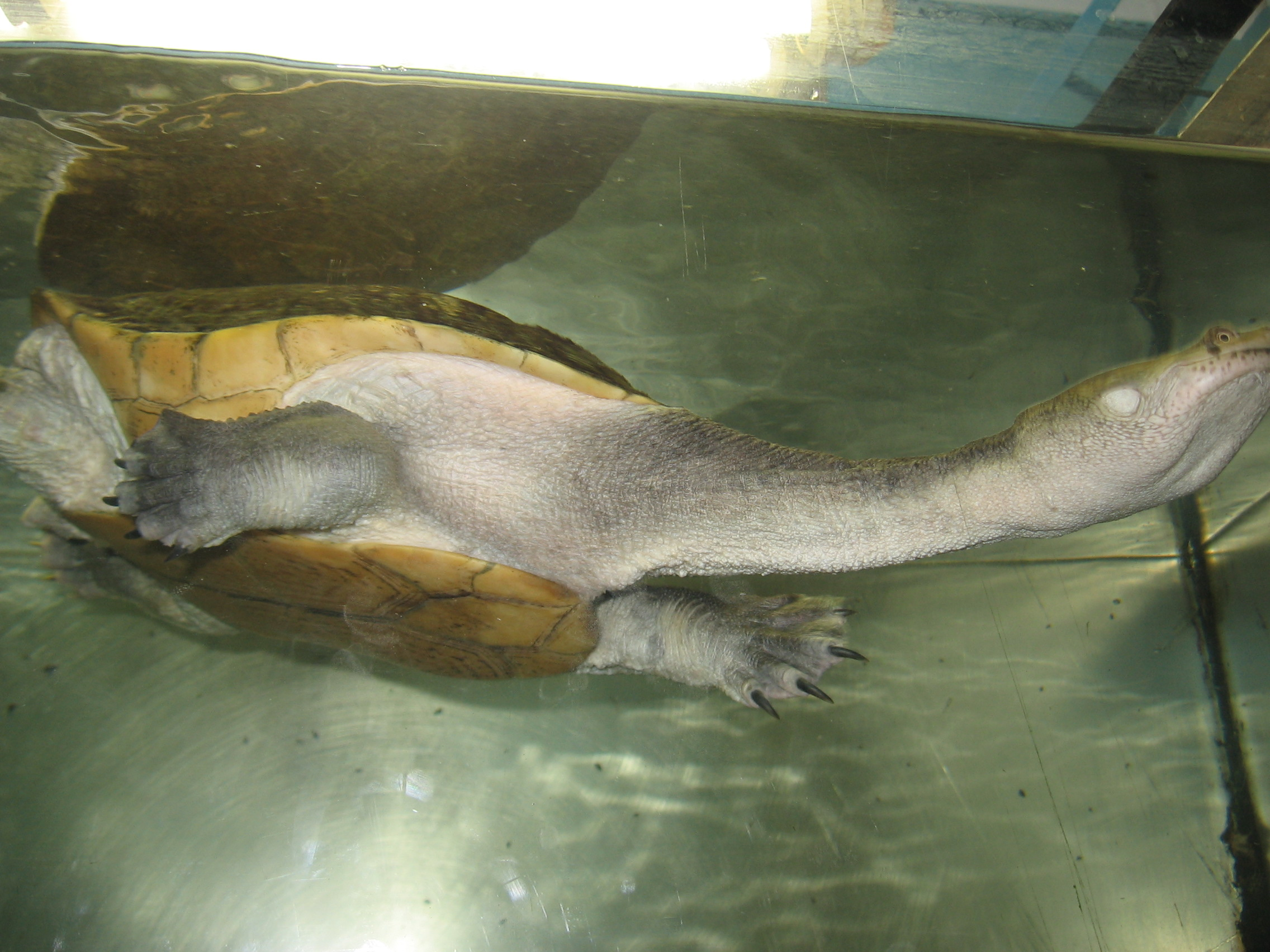